# Heimaufnahme

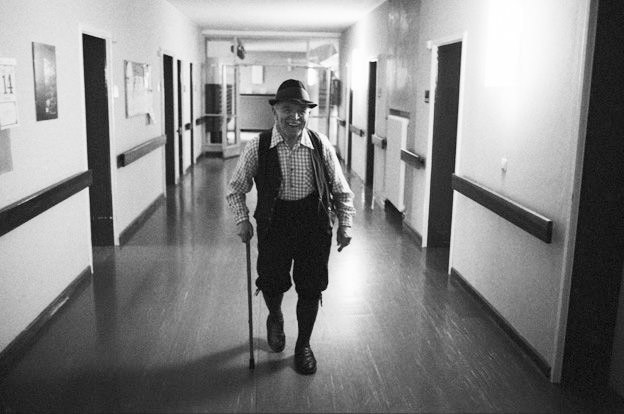
Bewahrung von Identität und individuellen Gepflogenheiten. Heimbewohner in der Tracht seiner Herkunftsregion

Die Heimaufnahme (Pflegeheim, Altenheim) ist für den alten Menschen, der dorthin umzieht, ein kritischer und einmaliger Zeitpunkt in seinem Leben. Mit dem Begriff wird in der Fachsprache der professionellen Pflege die möglichst ganzheitliche Versorgung eines alten oder behinderten Menschen am Umzugstag und den ersten Tagen in einer Gemeinschaftseinrichtung bezeichnet, nachdem jemand bis dahin in einem Privathaushalt gelebt hatte. In der professionellen Altenpflege ist der Umzug aus der eigenen Wohnung in ein Pflegeheim (etc.) ein planbares und gut vorzubereitendes Ereignis. Mit ganzheitlicher Versorgung sind sowohl die körperlichen Grundbedürfnisse wie auch die psychisch und sozialen Komponenten einer pflegebedürftigen Person gemeint, bei denen sie auf fremde Hilfe angewiesen ist.
Zur Häufigkeit: 612.000 Personen wurden 2003 in Pflegeheimen dauernd betreut. Bei einer angenommenen Dauer (realistische Größe nach Bickel) des Aufenthaltes im Heim von durchschnittlich 12 Monaten (Verweildauer) hieße das, dass jährlich ca. 300.000 ältere Menschen neu ins Heim umziehen und dort aufzunehmen sind. Im Unterschied zur stationären Krankenhausaufnahme geht es vorrangig bei diesem Begriff nicht um die Erledigung der Aufnahmeformalitäten, sondern um die erforderlichen Pflegemaßnahmen, um ein Maßnahmenbündel. Die Heimaufnahme ist für die meisten Kunden eines Pflegeheims der letzte Umzug im Leben, der einer (erfolglosen) Krankenhausbehandlung eines akuten Leidens folgt, weil allein oder durch die Familienangehörigen keine selbständige Lebensführung mehr gewährleistet ist (Abhängigkeit von Langzeitpflege).

## Individuelle Betroffenheit
Der alte Mensch ist durch seine akute Erkrankung in mehrerer Hinsicht verletzlicher als sonst. Der Einzug in ein Altenheim als „letzter Station“ im Lebensweg konfrontiert ihn mit dem Gedanken an den eigenen Tod. Bis dahin konnte sich ein Krankenhauspatient Hoffnung auf Heilung und Wiederherstellung seiner Kräfte machen. Während viele praktische Dinge zu regeln sind, besteht massiver Zweifel am Lebenssinn. Der Heimeinzug signalisiert dem alten Menschen eine Begrenztheit der eigenen Kräfte. Darüber hinaus weist er möglicherweise auch auf intellektuelle oder emotionale Unfähigkeiten hin, für sich selbst zu sorgen. Als psychisch zwar normale aber von den Konsequenzen her fatale Reaktion kann es zu Hoffnungslosigkeit, psychosomatischen Beschwerden oder Rückzug kommen. Damit muss das Pflegepersonal rechnen und darauf speziell eingehen.
Außerdem kann es in dieser Situation zu vielschichtigen Konflikten mit nahen Angehörigen kommen, die ihrerseits diese Situation mit Schuldgefühlen erleben. Manche reagieren deshalb auch ausgesprochen aggressiv. Viel häufiger ist aber eine Verringerung der Kontakte zum neu umgezogenen Familienmitglied. Daher ist deren Einbindung durch gezielte Ansprache ein soziales Pflegeziel in diesem Zeitraum (im Unterschied zu den körperlich oder psychisch orientierten Pflegezielen bei der zu versorgenden Person/Patientin).

## Vorbereitung des Umzugs
Mit Probewohnen, das aufgrund der guten Auslastung der Heime nur von wenigen Einrichtungen gezielt angeboten wird, ist das kostengünstige Angebot für eine oder mehrere Nächte das in Frage kommende Heim kennenzulernen, gemeint. Eine bald folgende Übersiedlung würde dadurch enorm erleichtert, weil Schwellenängste ganz praktisch beiseite geräumt werden können. Zumindest die Beteiligung an der Heimwahl sollte auch im Krankenhaus vor einer Entscheidung sichergestellt werden.
Die Kurzzeitpflege, ein Angebot aus dem Leistungsspektrum der Pflegeversicherung, dient eigentlich der zeitlich befristeten stationären Ganztagesbetreuung pflegebedürftiger alter Menschen bei einer Abwesenheit der sonst pflegenden Angehörigen. Sie soll auch den Krankenhausaufenthalt vermeiden oder verkürzen sowie nach schwerer Krankheit die Nachsorge sicherstellen. Im Einzelfall kann die Kurzzeitpflege gleichzeitig dazu dienen, die Verhältnisse im Pflegeheim näher kennenzulernen, um eine (demnächst) notwendige Heimaufnahme zu erleichtern.
Viele Alten- und Pflegeheime bieten zur Information Checklisten, Leitfäden oder Formulare zur Heimaufnahme in ihren Prospekten an, die auch zahlreich im Internet zu finden sind. Darin geht es nicht nur um die zu erledigenden Formalitäten, sondern auch um die von Heim zu Heim verschiedenen Möglichkeiten, sich im Pflegezimmer privat einzurichten. Diese Zimmereinrichtung kann im günstigen Fall bereits vor dem eigentlichen Umzugstag erfolgen, so dass die neue Umgebung bereits am ersten Tag wichtige Erinnerungsstücke und Bequemlichkeiten der bisherigen Wohnung bietet (Wohnökologie, Territorialität).
2006 wurde der Expertenstandard Entlassungsmanagement vom Deutschen Netzwerk für Qualitätsentwicklung in der Pflege (DNQP) entwickelt, der von der Seite der Klinik her, den Aufnahmeprozess im Heim fördern soll und vorab steuern kann.
Heitmann stellt ein Modellprojekt, das Ende 2006 abgeschlossen wurde, vor: „Referenzmodelle zur qualitätsgesicherten Weiterentwicklung der vollstationären Pflege“, in dem ebensolche Standards einrichtungsbezogen entwickelt werden.

## Pflegemaßnahmen am Umzugstag und direkt danach
Mit dem Begriff Heimaufnahme werden vor allem die Maßnahmen der Pflegenden im Pflegeheim beschrieben: Feststellung der Vitalzeichen, Sammlung möglichst umfassender Informationen über das frühere Alltagsleben des neuen Gastes, Fortführung notwendiger ärztlicher Behandlungen und Unterstützung bei den Alltagshandlungen (ATL), wo es erforderlich ist. Daraus soll in den Folgetagen eine systematische Pflegeplanung als Leitfaden für alle Beteiligten entwickelt werden. Natürlich sind auch die Menschen in der neuen Umgebung vorzustellen.

## Schnittstelle Akutmedizin zur Langzeitpflege
Soziologisch betrachtet handelt es sich um die Schnittstelle zwischen Akutmedizin und Langzeitpflege. Dieser Übergang kann miss- oder gelingen. Weder Heim noch Krankenhaus sollten als „totale Institution“ erlebt werden. Aus der Sicht der abgebenden Institution Krankenhaus geht es um den Abschluss einer Heilbehandlung und für das Pflegeheim um den Beginn einer Langzeitpflege, die bis zur Sterbebegleitung dauern wird. Dieser Lebensabschnitt wird nun insgesamt weniger medizinisch als psychosozial zu bewältigen sein.
Das Krankenhaus sieht seine Aufgabe dabei entweder in einem guten Entlassmanagement oder der so genannten Pflegeüberleitung. Diese ist eine in den 1990er Jahren dafür entwickelte Beratungssystematik und das zugehörige Formularwesen. Ursprünglich mehr bei der Krankenhaus-Sozialarbeit angesiedelt, wird darunter heute mehr ein pflegerisches Case Management verstanden.
Für das Pflegepersonal der aufnehmenden Institution ist diese Zeit oft vom Mangel an Informationen geprägt. Denn auch die lückenhafte Informationsweitergabe durch die vorher versorgende Institution kann die Kommunikation zwischen dem alten Menschen und dem Pflegepersonal in der neuen Umgebung beeinflussen. Daher werden verschiedene Aufnahmegespräche geführt, um Alltagsgewohnheiten, Lebensgeschichte, Pflegebedarf und individuelle Wünsche in Einklang zu bringen. Werden aus einer geriatrischen Krankenhausabteilung vorhandene Daten (aus dem Geriatrischen Assessment) mitgeliefert, wird nicht nur Doppelarbeit gespart, sondern die kontinuierliche Verfolgung bereits erreichter Pflegeziele ermöglicht. Auch eine längerfristige Erfolgskontrolle (auch in der Rehabilitation und Pflege heute Evaluation genannt) wird dadurch erleichtert. Die Motivation des alten Menschen zur Teilhabe am Leben in der neuen Institution ist systematisch zu fördern.
Die professionellen Pflegekräfte stehen außerdem mitten in vielfältigen Wechselbeziehungen mit Angehörigen (fast; meistens) ohne Kenntnisse der langjährig entstandenen Familiensituation. Der weitere Kontakt, die Kommunikation, kann sich schwierig gestalten, wenn das erste Kennenlernen von beiden Seiten nicht gut vorbereitet ist.

## Klärung der finanziellen Fragen
Eigentlich sollte die Klärung der finanziellen Fragen, insbesondere der Finanzierung der Heimkosten vor dem Umzug erfolgen. Da dies aber durch einen Krankenhausaufenthalt evtl. erschwert wurde, ist manches erst nach dem Umzug mit den Angehörigen zu besprechen. Eine wichtige offene Frage ist oft auch der Bezug von Sozialhilfeleistungen.
Die Regel, dass die Pflegeversicherung der Krankenversicherung folgt, bedeutet, dass zunächst geprüft wird, ob Leistungen der Krankenversicherung weiter beansprucht werden können. Weiter heißt es, dass die Pflegeversicherung organisatorisch bei den Trägern der Gesetzlichen Krankenversicherung angesiedelt ist. Alle Versicherten, die in einer Krankenkasse Mitglied sind, sind zugleich gesetzlich pflegeversichert und erhalten von dort einen Teil der Leistungen im Falle der voraussichtlich über sechs Monate anhaltenden Pflegebedürftigkeit. Versicherte bei Privaten Krankenversicherern haben dort eine Private Pflegepflichtversicherung abzuschließen, die im Bedarfsfall eintritt. Die Pflegebedürftigkeit(-skriterien) nach der Pflegeversicherung wird vom Gutachter des Medizinischen Dienstes der Krankenversicherung nur auf Antrag ermittelt. Das aufnehmende Heim kann dem alten Menschen dabei behilflich sein, den Begutachtungstermin vorzubereiten.
Fragen der Geschäftsfähigkeit und des Umfangs der rechtlichen Betreuung stehen oft noch ungelöst an.

## Beziehungen in der Pflegesituation
In der Altenpflege gibt es besondere soziale Beziehungen. Das kann am Wissensvorsprung von Therapeuten, der Deutungshoheit des Individuums oder unterschiedlichen Erwartungen der gegenseitigen Rollen, der finanziellen Abhängigkeiten u. a. liegen. Ein relativ häufiges Problem ist die Rollenumkehr der „pflegenden Töchter“ hin zur „fürsorglichen Bevormundung“ der abhängig gewordenen älteren Person (gilt vice versa auch für die behandelnden Ärzte bzw. die seltener pflegenden Männer). Einige Pflegetheorien gehen speziell auf die sozialen Beziehungen in der Pflegesituation ein.
Durch den hohen Anteil zwischenmenschlicher Kommunikation an der Pflege kann es zu Konflikten zwischen Angehörigen kommen, die ihre Wurzel in der gemeinsamen Vergangenheit hat. Daneben gibt es immer wieder Fälle von persönlichen Unzulänglichkeiten oder gar krimineller Ziele, die sich in Vernachlässigung, Misshandlung oder im Extremfall auch in Tötungen niederschlägt.
Mit Bezugspflege ist eine persönlich orientierte Organisation der Pflege im Heim gemeint (ein Pflegesystem im Gegensatz zur „Funktionspflege“). Dabei koordiniert eine Pflegekraft die Tätigkeiten und das Wissen der Beteiligten. Durch dieses vom Kuratorium Deutsche Altershilfe favorisierte Pflegesystem soll dem Informations- und Vertrauensverlust in der noch neuen Beziehung „alter Mensch im Heim“ und dem durch Schichtdienst sich abwechselnden Pflegepersonal vorgebeugt werden. Es entspricht in Manchem dem in vielen Heimen etablierten Benennen eines Paten für den neu Eingezogenen.

## Filme
- Nicola Graef: Da sind doch nur alte Leute – Mutter zieht ins Altersheim – Reportage. Redaktion: Harald Lüders und Beate Thorn. Kamera: Alexander Rott. ZDF, 2005, 30 Min.